# سيمون هودجكينسون
سيمون هودجكينسون (بالإنجليزية: Simon Hodgkinson)‏ هو لاعب اتحاد الرغبي بريطاني، ولد في 15 ديسمبر 1962 في Thornbury, Gloucestershire ‏ في المملكة المتحدة.

## وصلات خارجية
- سيمون هودجكينسون عل موقع إسبنسكروم (الإنجليزية)